# 全缘叶呆白菜
全缘叶呆白菜（学名：Triaenophora integra）为玄参科崖白菜属下的一个种。